# Siw Malmkvist

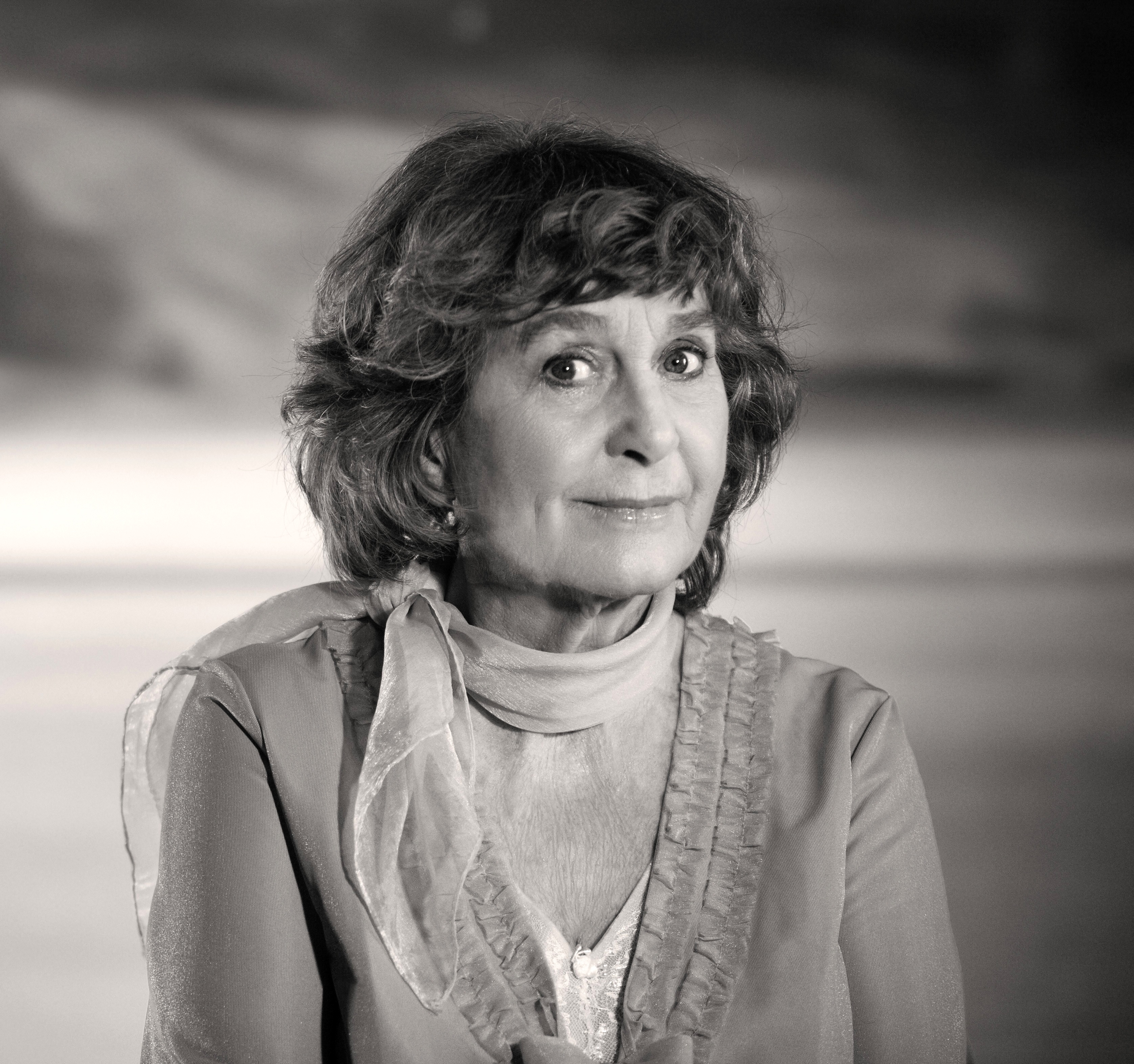
Siw Malmkvist (2011)

Siw Gunnel Margareta Malmkvist (* 31. Dezember 1936 in Landskrona) ist eine schwedische Schlagersängerin und Schauspielerin. Sie veröffentlichte ab 1959 auch im deutschsprachigen Raum Schallplatten und hatte 1964 mit dem Titel Liebeskummer lohnt sich nicht einen Nummer-eins-Hit.

## Karriere
Mit 19 Jahren besang sie in Schweden die ersten Schallplatten und hatte bereits im Debütjahr mit dem Lied Augustin einen großen Erfolg und der Titel wurde mit einer Goldenen Schallplatte ausgezeichnet. Mit diesem Stück startete ihr Plattenlabel Metronome Records auch ihre Karriere in Deutschland. Der Titel Trocadero 9910 wurde im Sommer 1960 ihr erster Hitparadenerfolg, und im selben Jahr war sie auch zum ersten Mal in dem dänischen Film Verliebt in Kopenhagen im deutschen Kino zu sehen. Aus diesem Film wurden vier Lieder auf Single und EP veröffentlicht.
1962 belegte sie bei den Deutschen Schlager-Festspielen in Baden-Baden mit Die Wege der Liebe den zweiten Platz und 1964 den ersten Platz mit dem Titel Liebeskummer lohnt sich nicht. Dieses millionenfach verkaufte Lied von Christian Bruhn belegte im selben Jahr für zwölf Wochen den ersten Platz der deutschen Verkaufshitparade und brachte ihr eine Goldene Schallplatte ein.
1965 belegte Malmkvist mit dem Titel Das fünfte Rad am Wagen bei den Deutschen Schlager-Festspielen den 3. Platz und siegte 1968 abermals, dieses Mal beim Deutschen Schlagerwettbewerb mit dem Titel Harlekin von Hans Blum. Im selben Jahr hatte sie noch einen weiteren großen Hit mit dem Titel Carneval in Caracas. Mit Adiole konnte Malmkvist 1970 einen großen Schlagererfolg für sich verbuchen. Diesen Song schrieb sie später noch einmal um zum Titel Oh RWE für den Fußballverein Rot-Weiss Essen, der dort bis heute als Torhymne abgespielt wird.
Nach 37 Singles lief Malmkvists Vertrag beim Plattenlabel Metronome 1971 aus. Mit dem Metronome-Titel Liebe wie im Rosengarten, einer Coverversion des Lynn-Anderson-Hits (I Never Promised You A) Rose Garden, hatte sie 1971 ihren letzten Charterfolg erzielt. Ab 1972 veröffentlichte sie ihre Schallplatten bei BASF, wo bis 1974 noch weitere fünf Singles produziert wurden. Mit den Liedern Liebe heißt L’amour (1973), Er liebt mich (1974) und Sascha nimmt die Geige (1974) konnte sie sich noch in mehreren Rundfunk-Hitparaden platzieren. 1998 erschien auf dem Label Vandango R der Schlager Ma, wo sind die Clowns, der in den deutschen Hitparaden für einige Wochen vordere Plätze bis hin zum 1. Platz belegte.
Nach diversen Teilnahmen an der schwedischen Vorentscheidung, dem Melodifestivalen, vertrat Malmkvist 1960 Schweden mit dem Lied Alla andra får varann beim Eurovision Song Contest und erreichte unter 13 Teilnehmern den 10. Platz. 1969 nahm sie als Siegerin der deutschen Vorentscheidung damit als Vertreterin Deutschlands nochmals an dem Wettbewerb teil. Sie errang in Madrid mit Hans Blums’ Primaballerina unter 16 Teilnehmern den 9. Platz und erhielt dabei aus ihrem Heimatland Schweden keinen Punkt. 2004 konnte sie sich zusammen mit Towa Carson und Ann-Louise Hanson und dem Titel C’est la vie für das Finale der schwedischen Vorentscheidung zum Eurovision Song Contest qualifizieren. Für das internationale Finale reichte es nicht; das Trio erreichte national Platz 10. 1996 moderierte sie die schwedische Vorentscheidung.

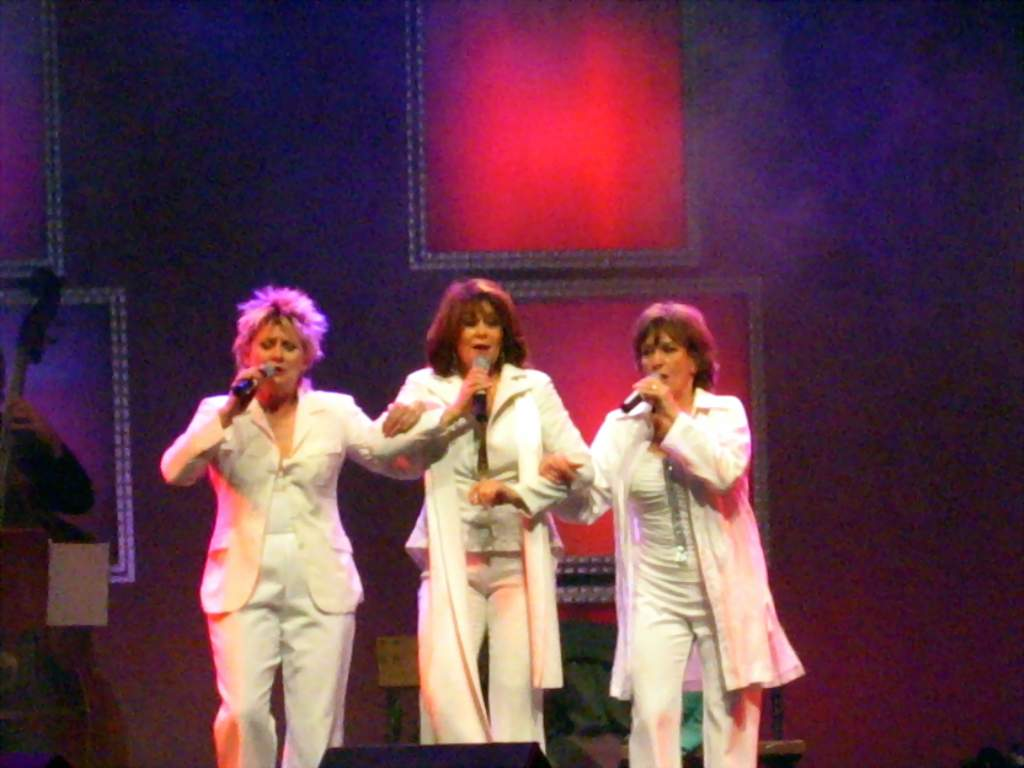
Gitte Wencke Siw – Die Show, 2005

Von 2004 bis Ende 2007 tourte sie mit den anderen skandinavischen Schlagerstars Wencke Myhre und Gitte Hænning mit dem gemeinsamen Programm Gitte, Wencke, Siw – Die Show durch Deutschland. Nach wochenlangen Auftritten im Theaterzelt Tipi am Kanzleramt in Berlin folgte eine bundesweite Tournee, während der die seit den 1960er Jahren in Deutschland populären Sängerinnen für das deutsche Publikum neben ein paar alten Hits auch ihre eher unbekannten musikalischen Seiten zeigen konnten. Die Show wurde über 500-mal in Deutschland, Österreich und der Schweiz gespielt. Die dazu erschienene Live-CD erreichte die Top 100 der CD/LP-Charts. Hierfür erhielten sie 2004 gemeinsam die Goldene Stimmgabel (Platin-Sonderpreis).
Malmkvist trat in der schwedischen Version des Musicals Flashdance auf und veröffentlichte 2010 ihre Memoiren unter dem Titel Tunna skivor av mig. 2016 wurde sie in die schwedische „Music Hall of Fame“ aufgenommen. 2017 stand sie unter dem Motto 183 år på scen („183 Jahre auf der Bühne“) mit ihren Kolleginnen Lill-Babs und Ann-Louise Hanson in Schweden auf der Bühne. Malmkvist kann in sechs Sprachen singen.

## Privatleben
Die Sängerin war von 1963 bis 1969 verheiratet mit dem finnischen Sänger und Komponisten Lasse Mårtenson und hatte in dieser Ehe 1963 eine Tochter, Tove. Von 1971 bis zu dessen Tod 2023 war sie mit dem Schauspieler Fredrik Ohlsson liiert und sie bekamen 1973 einen Sohn, Henrik.

## Diskografie (Deutschland)

Trocadero 9910 auf Metronome Nr. 163

### Singles
| A/B-Seite                                                                  | Katalog-Nr. | Veröffentlichung |
| -------------------------------------------------------------------------- | ----------- | ---------------- |
|                                                                            | Metronome   |                  |
| Augustin / Vogel-Baion                                                     | 140         | 1959             |
| Hundertmal / Schotten-Rock                                                 | 148         | 1959             |
| Wenn du noch träumen kannst / Buon giorno amore                            | 149         | 1959             |
| Lucky Boy / Ich tue alles für dich                                         | 151         | November 1959    |
| So soviel Liebe / Wenn die Rosen blühn in Portugal (als Die Jolly Sisters) | 157         | November 1959    |
| Träume sind wie der Wind / September im Regen                              | 158         | November 1959    |
| Trocadero 9910 / Der Mann ist alright                                      | 163         | März 1960        |
| Hallo Blueboy / Prego Signore                                              | 164         | März 1960        |
| Die Liebe ist ein seltsames Spiel / Denk an mich (als Die Jolly Sisters)   | 180         | Juli 1960        |
| Lieber Johnny, komm’ doch wieder / Prego Signore                           | 187         | Juli 1960        |
| So wie es damals war / So tanzt nur der Charly Charleston                  | 197         | September 1960   |
| Verliebt in Kopenhagen / Alle sprechen nur von Liebe                       | 224         | Januar 1960      |
| Danke für die Blumen / Wann kommst du wieder                               | 250         | Mai 1960         |
| Schade, Schade, Schade / Nepomuk                                           | 270         | Oktober 1960     |
| Die Wege der Liebe / Der eine, der du bist                                 | 300         | Februar 1961     |
| Jimmy, verzeih mir noch einmal / Bye-Bye-Bye, Biddi-Biddi, Bum-Bum         | 302         | April 1961       |
| Schwarzer Kater Stanislaus / Regen auf Benguela                            | 325         | Oktober 1962     |
| Mr. Casanova / Merci beaucoup                                              | 334         | Februar 1963     |
| 1999 / Crazy Boy                                                           | 360         | August 1963      |
| Sole Sole Sole / Aber am Samstag (mit Umberto Marcato)                     | 391         | Dezember 1963    |
| Liebeskummer lohnt sich nicht / Ein Herz ist kein Spielzeug                | 404         | Mai 1964         |
| Küsse nie nach Mitternacht / Wär’ ich auch Königin                         | 444         | Januar 1965      |
| Das fünfte Rad am Wagen / Das Tagebuch der ersten Liebe                    | 488         | Mai 1965         |
| Sieben Tränen / Columbus fand Amerika                                      | 833         | Dezember 1965    |
| Frech geküßt ist halb gewonnen / Nie und niemals                           | 914         | Dezember 1966    |
| Ein neues Spiel, ein neues Glück / Wer nicht kommt zur rechten Zeit        | 950         | 1967             |
| Hier kommt ein Herz für dich / Ein Junggeselle weniger                     | 992         | 1967             |
| Carnaval in Caracas / Eine Gondelbahn für zwei                             | 25016       | 1968             |
| Olé – Okay / Alles oder nichts                                             | 25043       | April 1968       |
| Harlekin / Prinz Eugen                                                     | 25061       | Juli 1968        |
| Zigeunerhochzeit / Sambanacht In Trinidad                                  | 25104       | Dezember 1968    |
| Primaballerina / Mir fehlt der Knopf am Pyjama                             | 25150       | April 1969       |
| Adiolé / Zeig’ mir den Weg                                                 | 25190       | Februar 1970     |
| Clementine / Aus Liebe zu dir                                              | 25235       | 1970             |
| Liebe wie im Rosengarten / Die Sonne scheint für jeden                     | 25300       | 1971             |
| Zwei Augen / Frauen sind doch nur Frauen                                   | 25335       | 1971             |
| Zwei Augen / Der Clown                                                     | 25342       | 1971             |
|                                                                            | BASF        |                  |
| Der Wein ist gut / Ich seh’ ein Land                                       | 11372-2     | 1972             |
| Er liebt mich / Die Zeit mit dir                                           | 11632-2     | 1972             |
| Liebe heißt l’amour / Zeig einem Kind, daß es Liebe gibt                   | 11917-2     | 1973             |
| Sascha nimmt die Geige / Unser Lied                                        | 19186-3     | 1974             |
| Bambu / Ist das ein Glück                                                  | 19188-1     | 1974             |

### Alben
| Titel                           | Katalog-Nr.             | Veröffentlichung |
| ------------------------------- | ----------------------- | ---------------- |
| Harlekin                        | Metronome 15314         | 1968             |
| Today                           | Metronome 15333         | 1969             |
| Primaballerina                  | Metronome 10111         | 1969             |
| Ihre großen Erfolge             | BASF 1029242-8          | 1971             |
| Liebeskummer lohnt sich nicht   | SR International 463307 | 1983             |
| Trocadero 9910                  | Bear Family             | 1992             |
| Liebeskummer lohnt sich nicht   | Bear Family             | 1993             |
| Harlekin                        | Bear Family             | 1993             |
| Frech geküsst ist halb gewonnen | Koch                    | 2011             |

## Chartplatzierungen

### Alben
| Jahr | Titel                       | Höchstplatzierung, Gesamtwochen, AuszeichnungChartplatzierungen (Jahr, Titel, Platzierungen, Wochen, Auszeichnungen, Anmerkungen) | Höchstplatzierung, Gesamtwochen, AuszeichnungChartplatzierungen (Jahr, Titel, Platzierungen, Wochen, Auszeichnungen, Anmerkungen) | Anmerkungen                      |
| Jahr | Titel                       | DE | SE | Anmerkungen                      |
| ---- | --------------------------- | --- | --- | -------------------------------- |
| 1976 | Explosiw                    | — | SE38 (1 Wo.)SE |                                  |
| 2003 | Siws bästa                  | — | SE18 (6 Wo.)SE |                                  |
| 2005 | Gitte Wencke Siw – Die Show | DE100 (1 Wo.)DE | — | mit Gitte Hænning & Wencke Myhre |

### Singles
| Jahr | Titel Album                         | Höchstplatzierung, Gesamtwochen, AuszeichnungChartplatzierungen (Jahr, Titel, Album, Platzierungen, Wochen, Auszeichnungen, Anmerkungen) | Höchstplatzierung, Gesamtwochen, AuszeichnungChartplatzierungen (Jahr, Titel, Album, Platzierungen, Wochen, Auszeichnungen, Anmerkungen) | Höchstplatzierung, Gesamtwochen, AuszeichnungChartplatzierungen (Jahr, Titel, Album, Platzierungen, Wochen, Auszeichnungen, Anmerkungen) | Anmerkungen                                            |
| Jahr | Titel Album                         | DE | AT | SE | Anmerkungen                                            |
| ---- | ----------------------------------- | --- | --- | --- | ------------------------------------------------------ |
| 1960 | Trocadero 9910 –                    | DE50 (4 Wo.)DE | — | — | Charteinstieg: 1. Juni 1960                            |
| 1960 | Die Liebe ist ein seltsames Spiel – | DE26 (1 Wo.)DE | — | — | als Die Jolly Sisters Charteinstieg: 1. September 1960 |
| 1961 | Danke für die Blumen –              | DE4 (20 Wo.)DE | — | — | Charteinstieg: 1. Mai 1961                             |
| 1961 | Schade, schade, schade –            | DE13 (16 Wo.)DE | — | — | Charteinstieg: 1. Oktober 1961                         |
| 1962 | Die Wege der Liebe –                | DE19 (16 Wo.)DE | — | — | Charteinstieg: 1. März 1962                            |
| 1962 | Jimmy, verzeih mir noch einmal –    | DE31 (8 Wo.)DE | — | — | Charteinstieg: 1. Mai 1962                             |
| 1962 | Schwarzer Kater Stanislaus –        | DE17 (16 Wo.)DE | — | — | Charteinstieg: 1. November 1962                        |
| 1963 | Mr. Casanova –                      | DE7 (16 Wo.)DE | — | — | Charteinstieg: 1. März 1963                            |
| 1963 | 1999 –                              | DE8 (16 Wo.)DE | — | — | Charteinstieg: 1. September 1963                       |
| 1964 | Sole, Sole, Sole –                  | DE22 (12 Wo.)DE | — | — | mit Umberto Marcato Charteinstieg: 1. März 1964        |
| 1964 | Liebeskummer lohnt sich nicht –     | DE1 (24 Wo.)DE | — | — | Charteinstieg: 1. Juni 1964                            |
| 1965 | Küsse nie nach Mitternacht –        | DE9 (12 Wo.)DE | AT10 (4 Wo.)AT | — | Charteinstieg: 1. Februar 1965                         |
| 1965 | Das fünfte Rad am Wagen –           | DE22 (8 Wo.)DE | — | — | Charteinstieg: 15. Juli 1965                           |
| 1965 | Sieben Tränen –                     | DE11 (10 Wo.)DE | — | — | Charteinstieg: 15. Dezember 1965                       |
| 1966 | Frech geküsst ist halb gewonnen –   | DE17 (18 Wo.)DE | — | — | Charteinstieg: 15. Dezember 1966                       |
| 1967 | Ein neues Spiel, ein neues Glück –  | DE30 (6 Wo.)DE | — | — | Charteinstieg: 15. Mai 1967                            |
| 1968 | Carneval In Caracas –               | DE35 (4 Wo.)DE | — | — | Charteinstieg: 15. Februar 1968                        |
| 1968 | Olé – Okay –                        | DE26 (8 Wo.)DE | — | — | Charteinstieg: 1. Juni 1968                            |
| 1968 | Harlekin –                          | DE9 (12 Wo.)DE | — | — | Charteinstieg: 1. August 1968                          |
| 1969 | Zigeunerhochzeit –                  | DE23 (10 Wo.)DE | — | — | Charteinstieg: 1. Januar 1969                          |
| 1969 | Primaballerina –                    | DE13 (6 Wo.)DE | — | — | Charteinstieg: 1. Mai 1969                             |
| 1970 | Adiole –                            | DE25 (4 Wo.)DE | — | — | Charteinstieg: 1. März 1970                            |
| 1971 | Liebe wie im Rosengarten –          | DE47 (1 Wo.)DE | — | — | Charteinstieg: 12. April 1971                          |
| 1975 | Paloma blanca –                     | — | — | SE8 (6 Wo.)SE |                                                        |
| 2004 | C’est la vie –                      | — | — | SE33 (5 Wo.)SE | mit Towa Carson & Ann-Louise Hanson                    |

grau schraffiert: keine Chartdaten aus diesem Jahr verfügbar

## Filmografie
- 1960: Verliebt in Kopenhagen
- 1961: Was macht Papa denn in Italien?
- 1962: Verrückt und zugenäht
- 1962: Drei Liebesbriefe aus Tirol
- 1979: Trolltider (schwedische Fernsehserie)
- 1981: Varning för Jönssonligan
- 1985: Hemma hoz (schwedische Mini-Fernsehserie)
- 2000: Pelle Svanslös och den stora skattjakten
- 2004: Gitte, Wencke, Siw – Die Show (Fernsehshow)
- 2009: Så olika
- 2011: Getingdans